# راشد بن عبد اللطيف آل الشيخ مبارك
راشد بن عبد اللطيف بن مبارك آل الشيخ مبارك (1857 - 1 مايو 1922) (1273 - 5 رمضان 1340)  فقيه مالكي ومدرّس ديني سعودي.  من مشايخ الأحساء في عصره وأعيان أسرته البارزة آل الشيخ مبارك وهو مؤسس حي الصالحية في الهفوف سنة 1906.

ولد في الهفوف ونشأ ودرس بها. أخذ العلوم الشرعية عن أخيه عبد الله و غيره من علماء أسرته. ذهب إلى دمشق وتتلمذ على   عبد الرزاق بن حسن البيطار فقرأ عليه بعض كتب الحديث فأجازه في 1898.  قام برحلات عديدة.  قام تصدر للتدريس في مدرسة الحبيشية بالهفوف. سافر إلى البحرين  بناء على طلب حاكمها عيسى بن علي آل خليفة، و في أثناء إقامته عقد دروس الوعظ و الإرشاد في إحدى المساجد، و عيَّن له عيسى آل خليفة دارا فمكث يتردد على البحرين حتى توفي فيها. ابنه هو الشاعر أحمد.

## سيرته
هو  راشد بن عبد اللطيف بن مبارك التميمي الأحسائي، من أسرة آل الشيخ مبارك. ولد سنة 1273 هـ/ 1857 م في الهفوف ونشأ بها. من أخوانه هما إبراهيم وعبد الرحمن أخذ العلوم الشرعية عن أخيه عبد الله و غيره من علماء أسرته، وحين زار مدينة دمشق سنة 1316 هـ اتصل بالشيخ عبد الرزاق بن حسن البيطار فقرأ عليه بعض كتب الحديث فأجازه ، جاء في نص الإجازة بتاريخ 21 جمادى الثانية سنة 1316/ 5 نوفمبر 1898 «... فأجزته كما أراد إجابةً لمطلوبه و أنلته مأموله موافقة لمرغوبه ، و أذنتُ له بأن يروي عني المسانيد التي هي دواوين الإسلام المنسوبة لحضرة الأئمة : البخاري و مسلم و أبي داود و الترمذي و النسائي و ابن ماجة و غيرهم من الأعلام. و إني أروي هذه الصحاح – و لله الحمد – بالسند المتصل إلى أصحابها بالأخذ لذلك بعضا دراية وبعضا رواية و بعضا بالإجازة من أربابها ...». 

قام برحلات فزار بعض البلدان داخل شبه الجزيرة العربية و خارجها، منها رحلته إلى إمارة جبل شمر في حائل، فمرَّ في أثناء سفره إلى الحج بها سنة 1306 هـ/  1889 م فاستقر فيها عدة أيام وحظي بإكرام الأمير محمد بن رشيد له. ثم ذهب إلى تركيا  بصحبة  سعدون بن عبد الله باشا السعدون لمقابلة السلطان عبد الحميد الثاني و أقام بها شهرين، وكان سبب الزيارة سوء إدارة الحكم التركي في الأحساء و فقدان الأمن فسافر لإيضاح حالة البلد.  زار مدينة الزبير مرات عديدة. قام بالتدريس في مدرسة الحبيشية بالهفوف.  سافر إلى البحرين أيضًا بناء على طلب حاكمها عيسى بن علي آل خليفة ، و في أثناء إقامته عقد دروس الوعظ و الإرشاد في إحدى المساجد، و عيَّن له  عيسى آل خليفة دارا مجهزة بكل ما يلزم فمكث يتردد على البحرين حتى توفي فيها في 5 رمضان سنة 1340/ 1 مايو 1922. 

## حياته وأعماله الشخصية
جمع كتبا عديدة في فنون مختلفة وورث عن والده بعض الكتب الفقهية و آلت إليه بعض كتب أخيه عبد الله وضمَّت خزانة كتبه بعض نوادر الكتب المطبوعة والمخطوطة. 

قام إبراهيم بن كلبان أحد التجّار من أهالي دبي بوقف مدرسة لتدريس العلوم الشرعية و قراءة الحديث له في سنة 1323 هـ/ 1905 م.  قام أيضًا التاجر حسين بن سلمان بن مطر بوقف مسجد في محلة الصالحية بالأحساء سنة 1324-25 هـ/ 1906-07 م بإشارة منه ثم أسند الإمامة و النظارة على أوقافه إليه ، ثم تولى الإمامة ابنه عبد الرحمن بن راشد آل الشيخ مبارك ، ثم ابنه يوسف بن راشد آل الشيخ مبارك. وقد سعى راشد في بناء محلة خاصة بالأسرة آل الشيخ مبارك و من أراد مجاورتهم، و استصدر الإذن من السلطان العثماني فجاءته الموافقة في عهد نجيب باشا فأسس المحلة و سماها بالصالحية. 